# 乾恒雄
乾 恒雄（いぬい つねお、1910年1月18日 - 1998年10月21日）は、日本の実業家。オリックス元社長・会長。

## 来歴・人物
大阪府出身。法曹一家の生まれ。1933年に慶應義塾大学経済学部卒業後、三和銀行（現・三菱UFJ銀行）へ入社。1964年にオリエント・リース設立に参加し、副社長に就任する。1967年、福井慶三の後任として2代目社長に就任。社長時代は、自主独自路線を選択し、出向者をゼロにし、親会社からの紹介を受けずに自ら知恵を出して顧客を開拓した社風を築いたことで知られていた。1980年に社長の座を当時45歳の宮内義彦に譲り、会長に就任して長年にわたり務めた。1998年10月21日死去。享年88。1998年11月従五位叙位。